# Death
Death fue una banda estadounidense de death metal. Fue fundada en Altamonte Springs, Florida, en 1983 por su cantante, guitarrista y principal compositor Chuck Schuldiner, el guitarrista Rick Rozz y el baterista Kam Lee. La agrupación tuvo numerosos cambios de integrantes, siendo Schuldiner el único miembro original. El estilo del grupo también evolucionó del sonido crudo de sus dos primeros lanzamientos a uno más complejo y progresivo en su etapa final. La banda se disolvió tras la muerte de Schuldiner, a finales de 2001 a causa de una neumonía y posteriormente derrame cerebro-vascular asociado a un cáncer cerebral.

## Historia

### Inicios (1983-1985)
El grupo fue formado en 1983 por Chuck Schuldiner a sus 16 años junto a dos compañeros, Kam Lee (batería) y Rick Rozz (guitarra), bajo el nombre Mantas (como tributo al guitarrista de Venom) en Altamonte Springs, Florida. Juntos empezaron a componer y grabar varias canciones que serían lanzadas en varias cintas en 1984. Entre ellas, se destacó una demo de cuatro temas llamada Death by Metal la cual permitió al grupo establecer su presencia rápidamente. En 1984, Schuldiner decide renombrar el grupo a Death, conservando los mismos miembros. Un artículo escrito por Tim Aymar en 2010 explica que Chuck decidió renombrar el grupo para transformar la experiencia de la muerte de su hermano Frank en "algo positivo". Seguido a esto, sacaron otra demo llamada Reign of Terror.
En 1985, lanzan su tercera demo, Infernal Death y posteriormente el guitarrista Rick Rozz dejaría el grupo. Schuldiner y Lee tocarían brevemente con Scott Carlson y Matt Olivo, bajista y guitarrista respectivamente, de la banda Genocide (luego renombrada Repulsion). Sin embargo, Lee tuvo ciertos problemas personales que provocaron su expulsión de la banda. La discográfica, Combat Records, propuso a la banda un contrato si grababan otra demo; el grupo intentó recontactar con Lee para la grabación pero no lo consiguieron, Carlson y Olivo dejarían la banda poco después. Chuck se traslada a San Francisco y recluta al ex-baterista de Dirty Rotten Imbeciles, Eric Brecht, para luego grabar la demo Back from the Dead. Pese a esto, Chuck no estaría contento con esta formación de Death por lo cual volvería a Florida.
En 1986, Schuldiner fue invitado por la banda de thrash metal canadiense, Slaughter, para tocar en su álbum, aceptando y mudándose a Canadá. Sin embargo esto solo duró dos semanas por lo cual volvió a Florida y se fue una vez más a San Francisco donde conoció a un joven baterista de 17 años llamado Chris Reinfert.

### Contrato discográfico yScream Bloody Gore(1986-1987)
Schuldiner y Reifert grabaron la demo Mutilation en abril de 1986, lo que les consiguió un contrato con Combat Records. Ese mismo verano empezaron a grabar su primer álbum, que fue abandonado y considerado un error ya que la discográfica no estuvo satisfecha con la grabación; Reinfert culpó a los ingenieros de sonido por esto. En noviembre de 1986 el grupo fue enviado a Los Angeles para regrabar el álbum con el productor Randy Burns lo que los llenó de optimismo debido a su trabajo en el debut de Possessed, Seven Churches. Las pistas de batería y guitarra rítmica fueron grabadas en un par de días mientras que las de bajo, guitarra principal y las voces fueron grabadas por Schuldiner en Rock Steady Studios, igualmente en Los Angeles.
Scream Bloody Gore fue lanzado en 1987, considerado ampliamente como un punto de partida dentro del género del death metal. El grupo tuvo brevemente un segundo guitarrista, John Hand, pero este no fue parte la grabación del album (pese a que su foto estuvo presente en él). Schuldiner y Reinfert reclutaron al bajista de Sadus, Steve DiGiorgio, con el que ensayaron en Concord, California para sus shows en vivo los cuales nunca tuvieron lugar ya que Schuldiner volvió a mudarse a Florida. Reinfert eligió quedarse en California donde luego formaría Autopsy. De vuelta en Florida, Schuldiner se reunió con Rick Rozz y dos miembros de su banda Massacre, Terry Butler y Bill Andrews.

### Leprosy,Spiritual HealingyHuman(1988-1992)
En 1988, el grupo grabó Leprosy. Después de muchas giras para promover al álbum, incluyendo una gira mal planeada en Europa, Rick Rozz fue despedido en 1989. El grupo contrató a James Murphy como remplazo y con él grabaron su tercer album Spiritual Healing en Tampa, Florida en el verano de 1990. Murphy dejó la banda bastante rápido. En esta época, Schuldiner abandonó el tema "gore" en sus letras favoreciendo la crítica social e incorporando ritmos, riffs y estructuras más técnicas y complejas.
En 1990, poco antes de una gira por Europa, Schuldiner decidió no participar reclamando a último minuto que la gira no fue bien organizada al igual que por problemas personales. Andrews y Butler decidieron participar en la gira para cumplir con sus obligaciones contractuales para lo cual reclutaron a los roadies Walter Trachsler y Louie Carrisalez para remplazar a Schuldiner en guitarra y voces, respectivamente. Schuldiner, sorprendido y disgustado, emprendió acciones legales hacia Butler y Andrews.
Schuldiner abandonó la idea de conformar un grupo estable y comenzó a trabajar con músicos de sesión. Schuldiner reclutó a Paul Masvidal y Sean Reinert de la banda Cynic, y recontrató al bajista Steve DiGiorgio. En 1991, Death lanzaría Human, hasta la fecha, el álbum más vendido del grupo recibiendo varias aclamaciones y algo de exposición por parte de MTV a través de su primer video musical, dirigido por David Bellino, para el tema "Lack of Comprehension". Debido a obligaciones con su grupo principal, Sadus, DiGiorgio partió después de la grabación de Human; el nuevo bajista, Scott Carino, tocó en la extensiva gira mundial de octubre de 1991 hasta marzo de 1992 además de aparecer en el video musical de la banda.

### Etapa final:Individual Thought Patterns,Symbolic,The Sound of Perseverancey fallecimiento de Schuldiner (1993-2001)
En 1993, Reinert y Masvidal dejaron el grupo para continuar con su banda, Cynic, ya que estaban trabajando en su álbum debut, Focus. Schuldiner contrató al baterista Gene Hoglan de la recién disuelta banda de thrash metal, Dark Angel; e invitó al guitarrista de King Diamond, Andy LaRocque, para tocar la guitarra para el álbum Individual Thought Patterns; al igual que Steve DiGiorgio quien regresó al grupo. Ya que LaRocque tenía obligaciones con su grupo principal, Schuldiner contrató al entonces desconocido Ralph Santolla como músico de gira. Death se encontraba en la cima de su éxito comercial y popular; su video para el tema "The Philosopher" apareció en un episodio de Beavis and Butt-head en 1994. También en 1994, Death terminó su relación de 8 años con la discográfica Relativity y firmó con Roadrunner Records, su distribuidora europea. Para su lanzamiento de 1995, Symbolic, Santolla y DiGiorgio fueron reemplazados por los músicos de Florida, Kelly Conlon y Bobby Koelble. Conlon fue despedido del grupo poco antes de la gira Symbolic y fue remplazado por Brian Benson.
Después de Symbolic, Schuldiner disolvió Death por tensiones con Roadrunner Records y se concentró en su nuevo grupo, Control Denied. Schuldiner firmó con la discográfica Nuclear Blast en 1997; no obstante, la compañía exigió otro album de Death antes de grabar un álbum para Control Denied. El séptimo álbum de Death, The Sound of Perseverance, incluyó a los músicos de Florida como Richard Christy, Shannon Hamm y Scott Clendenin; fue grabado en Morrisound Recording en Tampa y lanzado por Nuclear Blast en 1998.
Después del álbum y dos giras de promoción, Schuldiner dejó a Death de lado para seguir con Control Denied junto a Christy y Hamm. Clendenin no continuó con ellos ya que DiGiorgio, disponible una vez más, el cantante de power metal Tim Aymar, se sumó a la formación. Pese a que la formación y la composición fue parecida, Schuldiner creó el grupo en gran parte porque no estaba conforme con su estilo vocal en Death. Optó por crear un nuevo grupo para evitar traicionar el sonido y significado para los fans de Death, argumentando: "Para mí, es una cuestión de evolución, haciendo lo correcto. No saqué otro álbum de Death con este sonido. Tomé la decisión correcta y cambié el nombre de la banda. Intenté hacer todo correctamente." Una vez terminado de grabar el álbum de Control Denied, Schuldiner fue diagnosticado con cáncer cerebral, forzando al grupo a tachar sus planes de una gira por Estados Unidos y Canadá. Mientras trabajaba en un segundo lanzamiento, su condición mejoró, pero el tumor lo debilitó y lo dejó en un estado vulnerable. Contrajo neumonía y fue hospitalizado. El 13 de diciembre de 2001, Schuldiner fue dado de alta y regresó a su hogar; una hora después de llegar, falleció.

### Periodo posterior (2001-Actualidad)
El segundo álbum de Control Denied no fue completado. Atascados en problemas legales involucrando su discográfica neerlandesa, los músicos y le hermana de Schuldiner, Beth, declararon públicamente su deseo de completar el álbum. En 2004, Hammerheart Records lanzó un bootleg de dos partes hecho de viejas demos de antes de Scream Bloody Gore junto con demos parciales del álbum inconcluso y grabaciones en directo de Death de 1990. Este fue lanzado bajo el nombre de Chuck Schuldiner pero su estado inconcluso y su falta de voces hicieron que el lanzamiento no tuviese éxito; esto sumado al pedido de la madre de Schuldiner, Jane, a los fans de alejarse del bootleg. En octubre de 2009, el manager del grupo, Eric Grief, litigó contra Hammerheart representando el patrimonio de Schuldiner; todos los cargos fueron resueltos en diciembre, teóricamente permitiendo que el álbum de Control Denied fuese completado por otros músicos.
Los antiguos miembros de Death se mantuvieron activos como músicos. Gene Hoglan de Dark Angel y Andy LaRocque de King Diamond ya eran bastante conocidos; LaRocque continuó su trabajo con King Diamond mientras que Hoglan a participado en una gran variedad de bandas incluyendo Strapping Young Lad, Old Man's Child, Opeth, Zimmers Hole, Unearth, Pitch Black Forecast, Dethklok, Fear Factory, y más recientemente, Testament. Paul Masvidal encontró su éxito con Cynic junto a su compañero Sean Reinert, quienes continúan a sacar álbumes y dar giras. Richard Christy participó en Acheron y Iced Earth antes de unirse a The Howard Stern Show, pero a empezado a resurgir en la escena del metal con Charred Walls of the Damned y siendo invitado en un álbum de Crotchduster. Ralph Santolla también tocó con Iced Earth y con Sebastian Bach; ambos son artistas con los que DiGiorgio trabajó también. Santolla estuvo en Obituary y previamente en Deicide. DiGiorgio también tocó en Testament y sigue activo en su banda original, Sadus. Bobby Koelbe fundó la banda de fusión rock-funk-latino JunkieRush en Orlando en 2000; entró a la facultad de jazz de la Universidad de Florida Central en 2007 donde toca y graba con The Jazz Professors. James Murphy estuvo también en Testament, creó proyectos como Disincarnate, como también tocó con las bandas de death metal Obituary y Cancer; Murphy también fue diagnosticado con un tumor cerebral para el cual recibió tratamiento, y, junto con Deron Miller de CKY, intentó organizar un álbum tributo a Death. Kam Lee se dio a conocer como el cantante y la cara del grupo Massacre, y formó la banda Denial Fiend con Terry Butler, quien también encontró éxito en la banda Six Feet Under y actualmente es miembro de Obituary. Lee también continua a realizar y grabar álbumes con numerosos proyectos, incluyendo Bone Gnawer y The Grotesquery. Scott Clendenin falleció el 24 de marzo de 2015 a la edad de 48 años. Erci Grief, el manager y productor del grupo, falleció el 29 de octubre de 2021 a la edad de 59 años.
El 12 de mayo de 2012, se anunció que Perseverance Holdings Ltd. se asoció con Relapse Records para remasterizar y relanzar los álbumes de Death y Control Denied, al igual que material de Mantas. El 13 de diciembre del mismo año, se anunció que The Sound of Perseverance sería el primer álbum en recibir este trato y fue relanzado en febrero de 2011 en formato de 2 y 3 CDs. El álbum Human ha sido remezclado y también fue relanzado en formato de 2 y 3 CDs al igual que en formato digital; Eric Grief argumentó que Sony perdió las cintas de la mezcal original. Individual Thought Patterns fue relanzado en octubre de 2011. En febrero de 2012, Relapse Records lanzó un álbum en vivo de 2 CDs llamado Vivus! que incluyó los conciertos Live in L.A. y Live in Eindhoven de 1998, también incluyó notas de fondo de la parte de Richard Christy y de Eric Grief. El contrato con Relapse no incluye el aclamado Symbolic de 1995 cuyos derechos aún pertenecen a Roadrunner Records desde 2008.
El 16 de marzo de 2012, la revista Sick Drummer y Perseverance Holdings Ltd. anunciaron que antiguos miembros de Death participarían en una gira benéfica llamada "Death to All" para la fundación Sweet Relief Musicians. Los miembros antiguos programados para la gira fueron los bateristas Gene Hoglan y Sean Reinert, los bajistas Steve Di Giorgio y Scott Clendenin, los guitarristas Paul Masvidal, Shannon Hamm y Bobby Koelble. Después se anunció que los vocalistas Steffen Kummerer y Charles Elliot, de Obscura y Abysmal Dawn respectivamente, asumirían las labores de vocalista y guitarrista; sin embargo la participación de Kummerer no fue posible por problemas con su visado y fue remplazado por el vocalista y guitarrista de Exhumed, Matt Harvey. Después de la gira, Eric Grief, ejerciendo como presidente de Perseverance Holdings Ltd., alegó que los dueños de la revista Sick Drummer no pagaron a la caridad, a los músicos, a Perseverance, al personal ni a la agencia de talentos pese a que los cinco shows de la gira fueron exitosos. Sin embargo, se anunciaron fechas para una segunda edición de la gira en febrero de 2013 sin la participación de la revista Sick Drummer, a esto le siguió una gira por Norteamérica en abril de 2013 y una gira de tres semanas por Europa en noviembre de 2013 con la participación de Masvidal, Reinert, Di Giorgio y vocalista y guitarrista Max Phelps. El apodo Death to All se cambió por Death.
El 3 de noviembre de 2021, se anunció que antiguos miembros de Death tocarían en dos shows en Florida en diciembre de 2021 para conmemorar el vigésimo aniversario de la muerte de Schuldiner. La formación consistió de James Murphy y Terry Butler, al igual que Gus Rios y Matt Harvey de Gruesome bajo el nombre Living Monstrosity, quienes tocaron Spiritual Healing en su totalidad. Steve DiGiorgio, Bobby Koelble, Kelly Conlon, Dirk Verbeuren, Max Phelps y Leo Lozano tocaron bajo el nombre Symbolic, tocando canciones de Human, Individual Thought Patterns, Symbolic y The Sound of Perseverance.
Phelps, Di Giorgio, Koelble y Hoglan participaron en una gira norteamericana en primavera de 2023 bajo el nombre Death to All para conmemorar el trigésimo aniversario de Individual Thought Patterns.
Rozz, Butler, Harvey y Rios realizaron activamente conciertos en 2024 bajo el nombre Left to Die. El grupo se formó poco después de que Harvey y Rios tocaran en el concierto tributo a Death en 2021.

## Arte

### Estilo musical e instrumentación
Death es considerada una banda pionera del subgénero death metal. De acuerdo con Malcolm Dome de Metal Hammer, Death "tomó la plantilla del thrash y la intensificó, añadiendo guturales, un estilo que pocos fuera de la red de intercambios de cintas hubieran reconocido." El biógrafo musical Garry Shape-Young consideró a Death como "una banda rompe-géneros centrada en su líder Chuck Schuldiner" y que la banda "se convertiría en uno de los instigadores del movimiento death metal". Sin embargo, Schuldiner negó estas atribuciones en una entrevista con Metal-Rules.com, "no creo que debería tomar crédito por esto del death metal. Sólo soy un tipo en una banda, y creo que Death es una banda de metal". En sus últimos lanzamientos, su música se convirtió más técnica y melódica, mostrando un estilo de death metal técnico, metal progresivo, y de death metal melódico. De acuerdo con Loudwire, "Con Spiritual Healing de los noventas, Death empezó a transformarse en una banda de death metal técnica y progresiva, añadiendo cambios rítmicos abruptos de 90 grados y múltiples cambios de tempo sin sacrificar su estilo pesado." Joe DiVita de Loudwire dijo "junto con Carcass y At the Gates, Death ayudó a forjar el camino para que melodías infecciosas y enganches entraran en el género." Los compases complejos también se volvieron un sello distintivo del estilo del grupo en años posteriores.
Con respecto al estilo percusivo, Gene Hoglan es reconocido como un percusionista usando baterías equipadas de doble bombo y uno de tantos que "fijo nuevos estándares en velocidad y resistencia". En una entrevista describió el trabajo de Sean Reinert en la batería en Human como "divino", y lo alabó como "el doble bombo más rápido en esa época" y "un boceto que intentamos recrear en Individual Thought Patterns".

### Imagen y letras

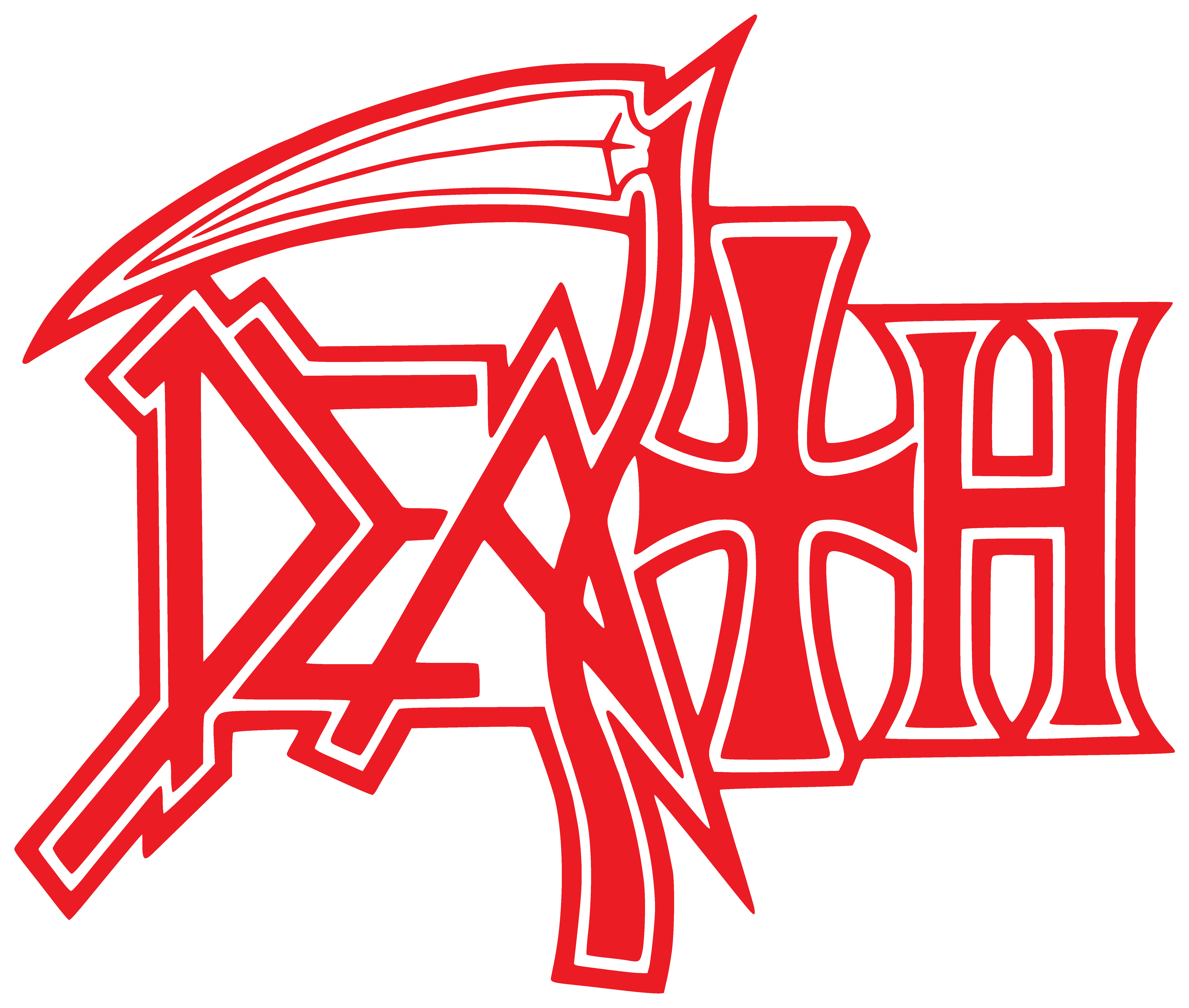
Logo de la banda

Las primeras publicaciones de la banda fueron descritas como tomando un "enfoque lírico gratuito en el gore", explorando temas como zombis y violencia del estilo slasher. Publicaciones posteriores trataron de temas como la religión, asesinos seriales y abuso de sustancias. Schuldiner dijo: "me cansé de escribir sobre monstruos. [...] ¿Qué hay de horrorífico en esto? El mal real de este mundo está en la sociedad. Habría llegado a un punto de mi vida como persona y músico cuando me sentía lo suficientemente enojado para escribir sobre ello."
Kam Lee diseñó el logo original de Death antes de que fuese sacado de la banda. Schuldiner diseñó subsecuentemente las diferentes iteraciones del logo a lo largo de la existencia de la banda. En 1991, antes del lanzamiento de Human, hizo el logo más claro; sacó los detalles más complicados, y la "T" del logo fue cambiada de una cruz invertida a una "T" más regular, una de las razones siendo para negar cualquier implicación con ser antireligiosos. El logo fue cambiado otra vez, entre Symbolic y The Sound of Perseverance, hacia "un aspecto más simplificado"; también se eliminó el segador encapuchado encima de la "H".

### Influencias
Schuldiner fue citado diciendo: "Amo la nueva ola de heavy metal británico [...] pero quería combinar su estilo con la parte más dura; con lo que Slayer y Venom estaban haciendo. No busqué crear algo nuevo - simplemente sucedió." Sus mayores influencias como guitarrista fueron Yngwie Malmsteen, Eddie Van Halen y tanto Dave Murray como Adrian Smith de Iron Maiden. También fue influenciado por numerosas bandas como Black Sabbath, Kiss, Van Halen, Saxon, Iron Maiden, Rush, Raven, Mercyful Fate, Venom, Hellhammer, Celtic Frost, Savatage, Slayer, Metallica, Anthrax, Exciter, Manowar, Judas Priest, Nasty Savage, Possessed y Sacrifice. La banda citó como inspiraciones de la dirección técnica/progresiva de sus últimos cinco álbumes a Queensrÿche, Dream Theater, Carcass, Coroner, Watchtower y Psychotic Waltz.

## Legado e influencia
Death es considerada una fuerza pionera en el death metal, y una de las bandas mas influyentes de la historia del heavy metal en general. Dom Lawson de Metal Hammer escribió: "pocos pueden disputar que Chuck Schuldiner y Death se elevaron por encima de toda la escena por la totalidad de su breve existencia." Eli Enis en Revolver escribió: "Con cada álbum, desde su debut de 1987, Scream Bloody Gore, hasta su cierre, The Sound of Perseverance; Schuldiner y compañía sacaron canciones que no solo definieron el género sino que también ayudaron a empujarlo hacia reinos más progresivos y excitantes." Blabbermouth escribió: "cada uno de los siete álbumes de Death pueden ser vistos tanto como un objetivo realizado en la historia del metal, como un punto de transición hacía un futuro que pocos imaginaban en esa época." Dom Lawson de Metal Hammer escribió: "[Death] siempre estuvo un par de pasos por delante de su juego y audiblemente, emocionantemente dedicados a empujar el metal extremo en territorio inexplorado." Scream Bloody Gore es ampliamente visto como el preimer álbum de death metal. Death es reconocido actualmente como uno de los grupos más aclamados de todos los tiempos, muy elogiado por críticos, músicos de metal y fans.
Muchas bandas citaron a Death como una influencia, algunas de ellas son Obituary, Hail of Bullets, Necrophagist, Meshuggah, Baroness, Cormorant, Fear Factory, Revocation, Exhumed, Obscura, Cynic, Opeth, The Dillinger Escape Plan, Suicide Silence, Mastodon, Gojira y System of a Down. Kelly Schaefer de Atheist argumentó que el espíritu de competencia de Schuldiner inspiró al grupo a buscar innovación en el género del death metal. George "Corpsegrinder" Fisher de Cannibal Corpse dijo que Schuldiner "[lo] inspiró a ser un cantante de death metal."
La influencia de Death se extiende más allá del subgénero death metal. Corey Taylor de Slipknot citó a Death como una influencia importante. Herman Li y todos los miembros de DragonForce han expresado su apreciación por Death, tocando "Evil Dead" en su álbum Reaching Into Infinity, diciendo que consideran al grupo como "legendario".
En enero de 2001, Mahyar Dean, un músico iraní, escribió Death, un libro sobre el grupo y Schuldiner, y lo lanzó en Irán. El libro incluye letras de canciones bilingües y muchos artículos sobre la banda. El libro fue enviado por los moderadores del sitio web emptywords.org a Schuldiner quien, en sus palabras, estuvo "sorprendido y extremadamente honorado por el trabajo y devoción que puso al escribir el libro". Un documental titulado Death by Metal fue lanzado en 2016.

## Miembros

### Cronología
- Chuck Schuldiner: Voz y Guitarra.
- Shannon Hamm: Guitarra.
- Scott Clendenin: Bajo.
- Richard Christy: Batería.

### Miembros pasados
Guitarra
- Rick Rozz (1983-1985, 1987-1989)
- Matt Olivio (1985)
- John Hand (1986)
- James Murphy (1990)
- Paul Masvidal (1990-1992)
- Andy LaRocque (1993)
- Ralph Santolla (1993)
- Bobby Koelble (1995)

Bajo
- Scott Carlson (1985)
- Eric Brecht (1985)
- Steve Digiorgio (1986, 1991, 1993)
- Terry Butler (1987-1990)
- Scott Carino (1991-1992)
- Kelly Conlon (1995)

Batería
- Kam Lee (1983-1985)
- Chris Reifert (1986-1987)
- Bill Andrews (1987-1990)
- Sean Reinert (1990-1992)
- Gene Hoglan (1993-1995)

## Discografía
| Álbumes de estudio - 1987: Scream Bloody Gore - 1988: Leprosy - 1990: Spiritual Healing - 1991: Human - 1993: Individual Thought Patterns - 1995: Symbolic - 1998: The Sound of Perseverance Álbumes en directo - 1984: Live in Florida - Infernal Live - 1989: Live at Horst - 1995: Symphonic Technicalogy (Live Bootleg in Japan) - 2001: Live in L.A. (Death & Raw) - 2001: Live in Eindhoven '98 - 2005: Live in Cottbus '98 - 2012: Vivus! - 2020: Non:Analog - On:Stage Series - Montreal 06-22-1995 - 2020: Non:Analog - On:Stage Series - Chicago, IL 01-21-1988 - 2020: Non Analog - On:Stage Series - Tijuana 10-06-1990 - 2020: Non Analog - On:Stage Series - Showcase Theater, CA 07-14-1995 - 2020: Non Analog - On:Stage Series - 1990, 1991 Unknown - 2020: Non Analog - On:Stage Series - Tampa, FL 02-10-1989 - 2020: Non:Analog - On:Stage Series - New Rochelle, NY 12-03-1988 Álbumes recopilatorios - 1992: Fate: The Best of Death (1992) - 2004: Chuck Schuldiner: Zero Tolerance - 2004: Chuck Schuldiner: Zero Tolerance II Demos - 1984: Death by Metal (Mantas) - 1984: Reign of Terror - 1985: Infernal Death - 1985: Back from the Dead - 1985: Mutilation | Sencillos - 1989: "Born Dead" - 1989: "Pull the Plug" - 1990: "Altering the Future" - 1991: "Lack of Comprehension" - 1993: "The Philosopher" - 1995: "Empty Words" - 1995: "Sacred Serenity" - 1995: "Crystal Mountain" - 1998: "Scavenger of Human Sorrow" - 1998: "Spirit Crusher" - 1998: "Voice of the Soul" DVD y VHS - 1989: The Ultimate Revenge 2, VHS - 1999: Picture Disc Boxset, Boxed Set - 2001: Live in L.A. (Death & Raw), DVD - 2001: Live in Eindhoven '98, DVD - 2005: Live in Cottbus '98, DVD |